# محي أباد
محي أباد (بالفارسية: محی‌آباد) هي مدينة تقع في إيران في ناحية ماهان. يقدر عدد سكانها بـ 3,493 نسمة .